# ابوالقاسم محمد نصیر
ابوالقاسم‌محمد نصیر (۱۲۷۶–۱۳۳۰ه‍. ق) مشهور به طرب از خوشنویسان و نستعلیق‌نویسان اواخر سدهٔ سیزدهم و اوایل سدهٔ چهاردهم هجری است. او فرزند کوچک همای شیرازی و شاگرد عبدالرحیم افسر است.